# Ольшова (Білобжезький повіт)
Ольшова (пол. Olszowa) — село в Польщі, у гміні Висьмежиці Білобжезького повіту Мазовецького воєводства.
Населення — 98 осіб (2011).
У 1975-1998 роках село належало до Радомського воєводства.

## Демографія
Демографічна структура станом на 31 березня 2011 року:
|          | Загалом | Допрацездатний вік | Працездатний вік | Постпрацездатний вік |
| -------- | ------- | ------------------ | ---------------- | -------------------- |
| Чоловіки | 55      | 11                 | 38               | 6                    |
| Жінки    | 43      | 7                  | 26               | 10                   |
| Разом    | 98      | 18                 | 64               | 16                   |